# Boston United FC
Boston United Football Club is een Engelse voetbalclub uit Boston, Lincolnshire. De club komt uit in de National League, het vijfde niveau van het Engelse voetbal. De club staat bekend als the Pilgrims, verwijzend naar de Pilgrim Fathers. Thuiswedstrijden werden van 1933 tot 2020 afgewerkt op York Street. Sinds 2020 speelt de ploeg in het Jakemans Community Stadium.
Boston United kwam van 2002 tot 2007 uit in de League Two.

## Geschiedenis
De club werd in 1933 opgericht als opvolger van een club genaamd Boston Town. Hun eerste wedstrijd was een 3-1 nederlaag thuis tegen Grimsby Reserves op 26 augustus 1933. In de jaren die volgden boekten ze kleine succesjes in verschillende lokale competities, waaronder de Midland League en Southern League. In 1956 won Boston met maarliefst 6-1 bij Derby County uit de Third Division North, tot op heden de grootste uitoverwinning van een non-league club bij een league-club in de FA Cup. In de volgende ronde werd met 4-0 verloren van Tottenham Hotspur.
Boston was een van de oprichters van de Northern Premier League in 1968, waar ze vier keer kampioen werden, en van de Alliance Premier League (nu de National League) in 1979. Hun titels in de Northern Premier League waren echter niet voldoende om verkozen te worden tot de Football League, in 1978 werd zelfs runner-up Wigan Athletic verkozen boven Boston om de plaats van Southport FC in te nemen. In 1985 haalde Boston de finale van de FA Trophy en mochten ze op Wembley aantreden tegen Wealdstone FC, dat met 2-1 te sterk bleek. Chris Cook maakte de enige treffer namens Boston United.
Boston United eindigde als derde in de Football Conference 1988/89, maar kon hierop niet voortbouwen en degradeerde in 1993 naar de Northern Premier League. Ze werden overgeplaatst naar de Southern League, wonnen de titel in 2000 en werden volledig professioneel in 2001. Tijdens hun eerste seizoen als profclub won Boston de Conference en promoveerde het voor het eerst in de historie naar de Football League. 
Zowel de trainer, Steve Evans, als de toenmalige voorzitter van de club, Pat Malkinson, werd beschuldigd van het overtreden van de regels met betrekking tot het aantrekken van spelers. Beide mannen werden voor 20 maanden geschorst van het voetbal en de club moest het seizoen beginnen met vier punten aftrek. Vooral de nummer twee van de Conference, Dagenham & Redbridge was boos over deze beslissing. Dat was van mening dat de straf had moeten gelden voor het seizoen ervoor, waardoor Dagenham zou promoveren. Ondanks de puntenvermindering wist de club te overleven in de Third Division en eindigde als vijftiende.
Boston United wist echter geen potten te breken op het laagste profniveau en eindigde nooit hoger dan de elfde plaats. In mei 2007 degradeerde Boston uit de League Two. Steve Evans (teruggekeerd) en zijn assistent Paul Raynor namen vervolgens ontslag en vertrokken naar Crawley Town. Tijdens de laatste wedstrijd van het seizoen ging de club tot boedelafstand over vanwege financiele schulden. Als straf voor het financiele wanbeleid moest de club twee niveaus degraderen en startten ze het seizoen 2007/08 in de Conference North. In de zomer liep de hele selectie van Boston leeg, slechts drie spelers zouden uiteindelijk blijven voor het volgende seizoen. De geldproblemen bleven aanhouden en in 2008 volgde verplicht degradatie naar het zevende niveau. Na twee seizoenen wist Boston via play-offs terug te keren in de Conference North.
In het seizoen 2023/24 won Boston United de play-offs van de National League North. Ze versloegen Brackley Town met 2-1 in de play-off finale en keerden zodoende terug naar het vijfde niveau. Boston United bracht het grootste gedeelte van het seizoen door in de degradatiezone en leek af te stevenen op een degradatieplek. Echter, wist de ploeg tegen de verwachtingen in richting het einde van het seizoen in een periode van acht wedstrijden zesmaal te winnen. Op de een-na-laatste speeldag werd handhaving bewerkstelligt dankzij een 2–1 thuiszege op het voor een play-off plek strijdende Gateshead FC. Boston United had anderhalve maand eerder bekend gemaakt dat het met ingang van het seizoen 2025/26 op full-time basis ging opereren.

## Bekende (ex-)spelers
- Paul Ellender
- Paul Gascoigne
- Julian Joachim
- Michel Kuipers
- Graham Potter
- Noel Whelan

## Erelijst
- Conference
  - Winnaar: 2001/02
- Southern League
  - Winnaar: 1999/00
- Northern Premier League
  - Winnaar: 1972/73, 1973/74, 1976/77, 1977/78

Aldershot Town ·
Altrincham ·
Boreham Wood ·
Boston United ·
Brackley Town ·
Braintree Town ·
Carlisle United ·
Eastleigh ·
Forest Green Rovers ·
Gateshead ·
Halifax Town ·
Hartlepool United ·
Morecambe ·
Rochdale ·
Scunthorpe United ·
Solihull Moors ·
Southend United ·
Sutton United ·
Tamworth ·
Truro City ·
Wealdstone ·
Woking ·
Yeovil Town ·
York City